# Rany próbne
Rany próbne – liczne, drobne uszkodzenia skóry występujące w otoczeniu samobójczych ran ciętych i kłutych, głównie szyi i klatki piersiowej. Są znamienne dla działania samobójczego.